# Pseudophialosphera sylvatica
Pseudophialosphera sylvatica är en insektsart som först beskrevs av Chapman, R.F. 1960.  Pseudophialosphera sylvatica ingår i släktet Pseudophialosphera och familjen gräshoppor. Inga underarter finns listade i Catalogue of Life.